# 古晋凤山寺
古晉花香街鳳山寺，又称古晋凤山寺，当地人称圣王公（英語：Seng Ong Gong），是位于马来西亚砂拉越古晋花香街与友海街交界处的一座百年古庙，也是古晋智能遗产中历史遗迹遗产的一部分。主要供奉广泽尊王。

## 历史
2004年，寺庙进行了翻修，如今所见到的部分寺庙建筑已采用新的结构。

## 活动
- 广泽尊王巡游活动（每逢农历2月22日）